# 미리엄 홉킨스

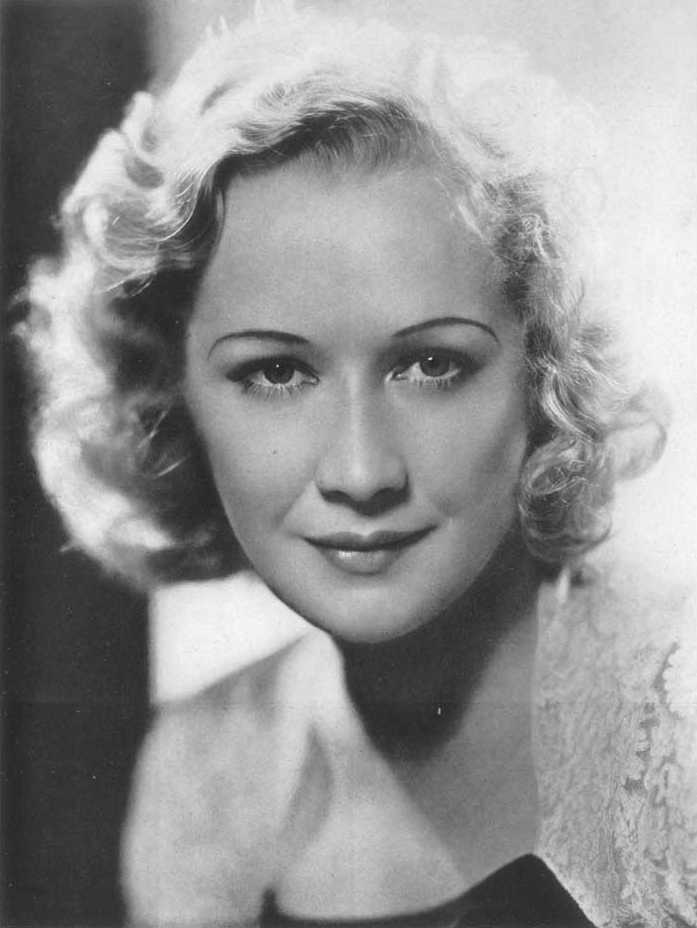

미리엄 홉킨스(영어: Miriam Hopkins, 1902년 10월 18일 ~ 1972년 10월 9일)는 미국의 배우이다.
서배너에서 태어났으며 뉴욕에서 사망하였다. 사인은 심근 경색이다.

## 영화
- 체이스 (1966년)
- 아이들의 시간 (1961년) - 릴리 역
- 캐리 (1952년)
- 교배 기간 (1951년)
- 사랑아 나는 통곡한다 (1949년)
- 버지니아 시티 (1940년) - 줄리아 헤인 역
- 이 세 사람 (1936년) - 마사 도비 역
- 벡키 샤프 (1935년)
- 바르바리 해안 (1935년)
- 쉬 러브스 미 낫 (1934년)
- 삶의 설계 (1933년)
- 천국의 말썽 (1932년)
- 중위의 웃음 (1931년)
- 지킬 박사와 하이드씨 (1931년)